# Francisco Eguiguren Praeli
Francisco José Eguiguren Praeli (Lima, 12 de abril de 1953) es un abogado, escritor, catedrático y político peruano. Se desempeñó como Ministro de Justicia del Perú de 28 de julio a 11 de diciembre del 2011, integrando el primer gabinete ministerial del presidente Ollanta Humala. Luego de ello fue nombrado embajador del Perú en España, desde enero del 2012 hasta el 17 de julio de 2014, fecha en la que el gobierno aceptó su renuncia. Se desempeñó como Comisionado de la Comisión Interamericana de Derechos Humanos (CIDH). 

## Biografía
Hijo de Eduardo José Eguiguren Escudero y María Luisa Praeli Vienrich. Es bisnieto del ilustre jurista y hacendado peruano Francisco José Eguiguren Escudero y sobrino del ilustre político Luis Antonio Eguiguren Escudero. Asimismo es tataranieto del reconocido hacendado Vicente Eguiguren Riofrío.
Estudió Derecho en la Pontificia Universidad Católica del Perú, graduándose de bachiller en 1977 y de Magíster especializado en Derecho Constitucional en 1992. Del mismo modo, recibió el Doctorado en Humanidades en la misma casa de estudios. 
Ha ejercido como Jefe del Departamento Académico de Derecho y catedrático en derecho constitucional en dicha Universidad.
Ha sido asesor jurídico y consultor en temas de Derecho Constitucional, Derechos Humanos, Administración de Justicia, Defensoría del Pueblo, elaboración y evaluación de proyectos de cooperación internacional.
Durante el gobierno transitorio de Valentín Paniagua fue asesor externo del ministerio de Justicia, representando al Estado Peruano en varios casos ante la Corte Interamericana de Derechos Humanos (2000 - 2001).
Además ha sido director general de la Academia de la Magistratura, Director Ejecutivo de la Comisión Andina de Juristas, miembro del Consejo Directivo de la Asociación Civil Transparencia y juez ad hoc en la Corte Interamericana de Derechos Humanos.
El 28 de julio de 2011 juró como Ministro de Justicia del flamante gobierno del presidente Ollanta Humala. La ceremonia de juramentación se realizó en el Salón Dorado de Palacio de Gobierno. Renunció el 10 de diciembre del mismo año y le reemplazó Juan Jiménez Mayor. En enero del año siguiente fue nombrado embajador en España. En 2013 fue nombrado Embajador extraordinario y plenipotenciario del Perú en el Principado de Andorra, con residencia en Madrid, España para que desempeñe los cargos simultáneamente.
El 17 de julio de 2013 fue designado magistrado del Tribunal Constitucional del Perú por el Congreso; sin embargo, declinó a este cargo ante las fuertes protestas por su cercanía al gobierno y por haber sido apoyado en su elección por el partido oficialista.
El 16 de junio de 2015, con 26 votos a favor de su candidatura, fue elegido como Comisionado de la Comisión Ínteramericana de los Derechos Humanos (CIDH)
Actualmente se dedica a la actividad profesional y a la docencia a tiempo completo en la PUCP y jefe de la maestría de derecho constitucional de la misma casa de estudios.
De igual modo, es Comisionado relator sobre los derechos de los Pueblos Indígenas y sobre los derechos de LGTBI. Asimismo desde enero a septiembre de 2016 fue relator para los países Brasil, Honduras, Uruguay y Venezuela. Posteriormente, el 8 de septiembre de 2016, continuó siendo relator para Brasil, Uruguay y Venezuela pero ya no lo es para Honduras más si para Argentina. En atención al nuevo cargo en el que se desempeña ha tenido que distribuir la relatora de Brasil al expresidente comisionado James Cavallaro, en dicho sentido, actualmente, se desempeña como relator para Argentina,Uruguay y Venezuela.
En el 157 periodo de sesiones de la CIDH fue elegido como vicepresidente de dicha organización.
El 16 de marzo de 2017, la CIDH, lo eligió como su Presidente, siendo el primer presidente la CIDH con nacionalidad peruana.

## Condecoraciones
El 21 de septiembre de 2015, el Rey de España, Felipe VI, por Real Decreto 844/2015, concedió la Gran Cruz de la Orden de Mérito Civil. 

## Publicaciones
- La Constitución Peruana de 1979 y sus problemas de aplicación; 11 ensayos interpretativos (1987).
- La libertad de expresión e información y el derecho a la intimidad personal. Su desarrollo actual y sus conflictos.
- Los Derechos Fundamentales en la Jurisprudencia del Tribunal Constitucional, en coautoría con Enrique Bernales y Marcial Rubio Correa.
- La responsabilidad del presidente. Razones para una reforma constitucional.
- Estudios constitucionales.
- Los retos de una democracia insuficiente. Diez años de régimen constitucional en el Perú (1980-1990) (1990).
- Gobierno y administración del poder judicial. Organización de la función jurisdiccional y sistema de carrera judicial (1998).
- ¿Qué hacer con el sistema judicial? (1999)
- La reforma judicial en la región andina: ¿Qué se ha hecho, dónde estamos, a dónde vamos? (2000).